# Witowice (województwo świętokrzyskie)
Witowice – wieś w Polsce, położona w województwie świętokrzyskim, w powiecie staszowskim, w gminie Bogoria.
W latach 1975–1998 miejscowość należała administracyjnie do województwa tarnobrzeskiego.
Wierni kościoła rzymskokatolickiego należą do parafii św. Wawrzyńca w Olbierzowicach.

## Części wsi
| SIMC    | Nazwa             | Rodzaj  |
| ------- | ----------------- | ------- |
| 0788212 | Józefów Witowicki | kolonia |

## Dawne części wsi – obiekty fizjograficzne
W latach 70. XX wieku przyporządkowano i opracowano spis lokalnych części integralnych dla Witowic zawarty w tabeli 1.

| Nazwa wsi – miasta   | Nazwy części wsi – miasta                                     | Nazwy obiektów fizjograficznych – charakter obiektu |
| -------------------- | ------------------------------------------------------------- | --- |
| I. Gromada JURKOWICE |                                                               | |
| 1. Witowice          | 1. Dwór 2. Józefów Witowicki 3. Kapia Góra 4. Rudy 5. Zakręty | 1. Dworskie — pole 2. Dwór — pole 3. Grabówki — pole 4. Kapia Góra — pole, wzniesienie 5. Las Ułanowski — pole, krzaki 6. Pastwiska — pole 7. Pod Lasem — pole 8. Rudy — pole 9. Sadowieksze — pole 10. Zakręty — lasek, wąwóz, pastwi- sko, nieużytki, pole |

## Historia
O wsi Witowice należącej do parafii w Olbierzowicach wspomina już Jan Długosz w Liber beneficiorum dioecesis Cracoviensis napisanej w latach 1470–1480. Jako właściciela wsi wymienia Jakuba herbu Syrokomla. We wsi znajdowały się łany kmiece, folwarczne z których dziesięcinę pobierał pleban Olbierzowic.
W drugiej połowie XVI wieku wieś Witowice należała do braci polskich (nazywanych arianami).
W 1578 roku wieś składała się z wielu części, podatki z wsi płacili właściciele:
- Krzysztof Krzesimowski za 2 osadników, 1/2 łana, 1 zagrodnika z rolą i jednego ubogiego;
- Stanisław Krzesimowski za 1 osadnika, 1/4 łana, 1 ubogiego;
- Andrzej Krzesimowski syn Andrzeja za 1/4 łana który sam uprawiał;
- Andrzej Krzesimowski syn Jerzego za 1 osadnika, 1/4 łana i 2 zagrodników z rolą;
- Mikołaj Krzesimowski za 2 osadników i 1/3 łana;
- Elżbieta Krzesimowska – brak podanego majątku;
- Chrzanowska za 1 osadnika i 1/2 łana;
- Jakub Żbikowski za 1 osadnika i 1/4 łana.

W 1629 podatki z wsi płacili: Jan Deszyński, spadkobiercy Stanisława Krzesimowskiego, Wojciech Dzik, Walenty Krzesimowski za 0,25 łana – 1 złoty polski,  Mikołaj Złocki, Wojciech Lipnicki.
Dwór w Witowicach został spalony w czasie wojny północnej (1700 - 1721). Z pożaru ocalał jedynie hebanowy krucyfiks znajdujący się obecnie w kościele Św. Wawrzyńca w Olbierzowicach. Zachowała się informacja o tym wydarzeniu:
"Gdy ostatni raz Szwedzi znajdowali się w Polszcze i onesz grasując palili wsi dwory, spalili też i dwór Witowski, która wieś jest teraz dziedziczna W.I.M. Pana Stanisława Moszyńskiego, Pisarza, Podstolego Sandomierskiego. Ten krucyfix, wisząc na ścianie drewnianej w szpiklerzu lub był jako jest z drzewa rznięty, przy spaleniu całego szpichlerza nienaruszony został. Przeniesiony potym do kościoła tego, długo wisiał na tęczy, aż dopiero przy pobożności I. Pana Stanisława Złotnickiego, który widział w ludziach wiele łask, doznających przy tym obrazie, w ołtarz jego sumptem wystawiony jest".
W 1751 roku mały chłopczyk, Sebastian Kurpiel, został rozszarpany przez wilki.
W 1787 roku w Witowicach mieszkało 121 osób wyznania rzymskokatolickiego (36 mężczyzn, 37 kobiet, 9 dzieci w wieku od 7 lat i 39 dzieci w wieku do 7 lat), a także 10 Żydów (2 mężczyzn, 2 kobiety i 4 dzieci).
W 1827 roku wieś z folwarkiem liczyła 24 domy i 105 mieszkańców. W 1863 roku jako właściciel wsi wymieniany jest lekarz Dowgiałło ze Staszowa, który zginął w walkach powstańców styczniowych z armią rosyjską w bitwie pod Jurkowicami.
Pod koniec XIX wieku, według „Słownika geograficznego Królestwa Polskiego”, wieś i folwark Witowice należały do powiatu sandomierskiego, gminy Górki i parafii Olbierzowice. Znajdowały się w odległości 26 wiorst od Sandomierza. W 1886 roku dobra witowickie, w skład których wchodził folwark Witowice i Józefów, liczyły 584 morgi. Folwark Witowice obejmował 257 mórg gruntów ornych i ogrodów, 10 mórg łąk, 44 morgi pastwisk oraz 5 mórg nieużytków. Składał się z dworu i 12 drewnianych budynków. Witowiccy chłopi (22 osadników) posiadali wówczas 155 mórg.
W 1893 roku wieś z folwarkiem liczyła 219 mieszkańców i 24 domy. Dwór obejmował 406 mórg gruntu, a chłopi posiadali 154 morgi. W 1929 roku połowa gruntów ornych należała do miejscowego folwarku, a druga połowa była rozparcelowana między miejscowych chłopów.
Przed rokiem 1929 we wsi została założona mleczarnia spółdzielcza i Kasa Stefczyka.
Dwór i folwark zostały zniszczone w trakcie II wojny światowej, podczas walk na przyczółku sandomierskiem w lecie 1944 roku.

## Zabytki i pomniki przyrody
- Park podworski z XIX wieku o powierzchni 3,33 ha znajduje się w ewidencji zabytków.[potrzebny przypis]
- Na terenie parku podworskiego znajduje się lipa drobnolistna, uznana za pomnik przyrody 30 grudnia 1988 r. (obwód 500 cm, wysokość 23 m), rośnie w południowej części parku (nr w rej. RDOŚ: 528)[17].

## Literatura
1. Kaczmarek Leon (red. nauk. zeszytu), Taszycki Witold (red. nauk. wyd.): Urzędowe Nazwy miejscowości i obiektów fizjograficznych. 33. Powiat staszowski województwo kieleckie. Komisja ustalania nazw miejscowości i obiektów fizjograficznych (do użytku służbowego). Z: 33. Warszawa: Urząd Rady Ministrów. Biuro do Spraw Prezydiów Rad Narodowych, 1970. Brak numerów stron w książce